# Flucken
Flucken (westallgäuerisch: Flukə dobə, də Flukə, uf Flukə num) ist ein Gemeindeteil der Gemeinde Maierhöfen im bayerisch-schwäbischen Landkreis Lindau (Bodensee).

## Geographie
Der Weiler liegt circa 0,5 Kilometer östlich des Hauptorts Maierhöfen und zählt zur Region Westallgäu. Unmittelbar nördlich an Flucken grenzt der Gemeindeteil Buchers. Die Ortschaft liegt am Fuß der Riedholzer Kugel. Auch die Mischalpe Fluckenberg, auch Hiemersberg genannt, zählt zum Gemeindeteil Flucken.

## Ortsname
Der Ortsname leitet sich vom Familiennamen Fluck ab und bedeutet (Ansiedlung) des Fluck.

## Geschichte
Flucken wurde erstmals im Jahr 1523 mit Conrat zum Flucken urkundlich erwähnt. Die Fluckenmühle, eine Mahl- und Sägemühle am Fluckerbach, wurde im Jahr 1814 erwähnt. Der Ort gehörte einst dem Gericht Grünenbach an. 1818 wurden drei Wohngebäude in Flucken gezählt. Zwischen 1970 und 2020 bestand ein Skilift, der Fluckenlift, im Ort.